# Pegylis tenuitarsis
Pegylis tenuitarsis är en skalbaggsart som beskrevs av Leon Fairmaire 1887. Pegylis tenuitarsis ingår i släktet Pegylis och familjen Melolonthidae. Inga underarter finns listade i Catalogue of Life.